# Rivière Conn
Pour les articles homonymes, voir Conn.
La rivière Conn est un affluent du littoral Est de la baie James. Ce cours d'eau coule vers l'ouest dans la municipalité de Eeyou Istchee Baie-James, dans la région administrative du Nord-du-Québec, au Québec, au Canada.

## Géographie
La rivière Conn tire ses eaux de tête du secteur au sud-est du lac du Vieux Comptoir, au nord du lac Duxbury et au nord de la rivière Misisakahikanis.
Le lac Atikwasi (longueur : 5,7 km ; largeur : 1,3 km ; altitude : 163 m) s'avère le lac de tête de la rivière Conn. Il reçoit les eaux du ruisseau Pilipas (venant du sud-est) lequel draine les eaux notamment du lac Tépi (altitude : 166 m), du lac Kawawiyaskumikach (altitude : 176 m) et du lac Pilipas (altitude : 191 m).
À partir du lac Abikwasi, la rivière Conn coule sur 17 km vers l'ouest, puis vers le sud, en traversant un lac sans nom, puis les lacs Auspwakanuch (altitude : 151 m), Kakumestekw (altitude : 147 m) et le lac Conn (altitude : 146 m). Dans ce segment de son cours, la rivière recueille les eaux du lac Akwatipapausunanuch et du ruisseau Kamichatustikwayach.
La rivière Conn traverse sur sa pleine longueur le lac Conn (longueur : 5,2 km ; largeur : 1 km) qui est orienté vers le sud-ouest où est situé son embouchure. À partir de là, la rivière coule sur 51 km vers le sud ouest jusqu'à la Baie James. Les autres principaux plans d'eau du versant de la rivière Conn sont : Kawawlyaskumikach, Kamlyusich Atikamakuch, Nutapuswananis, Namewakami, Salat, Kanisumuch et Ayapisiach.
Les bassins versants voisins sont :
- côté nord : rivière Kapetikuchisi, rivière Renoyer, rivière Tilorier, rivière du Vieux Comptoir
- côté sud : ruisseau Kaneyapuskaw, rivière la Pêche, rivière Opinaca, rivière Misisakahikanis et rivière Eastmain.

### L'embouchure
La rivière Conn coule vers le sud-ouest jusqu'aux bâtures du littoral Est de la Baie James. L'embouchure de la rivière est situé au fond d'une petite baie, en face de l'île Kachinuwayach, au sud de la Pointe Aminapiskasich et au sud de la péninsule Aminischisich où culmine la colline Kapiskwapiskasi. Cette embouchure est au sud du hameau de Wemindji et à 12,5 km au nord-ouest du village de Eastmain.

## Toponymie
Le terme Conn constitue un patronyme de famille d'origine anglophone.
Le toponyme rivière Conn a été officialisé le 5 décembre 1968 à la Banque des noms de lieux de la Commission de toponymie du Québec.